# 奎夫區

35°29′59″N 8°19′21″E / 35.49972°N 8.32250°E
奎夫區（阿拉伯语：‎），是阿爾及利亞的行政區，位於該國東北部，由泰貝薩省負責管轄，首府設於奎夫，面積577平方公里，2008年人口31,977，人口密度每平方公里55人。